# Gammarus laborifer
Gammarus laborifer is een vlokreeftensoort uit de familie van de Gammaridae. De wetenschappelijke naam van de soort is voor het eerst geldig gepubliceerd in 1977 door Karaman & Pinkster.
Het dier kan worden aangetroffen aan de randen van meren of in de ondiepere delen van rivieren die in de meren uitmonden. Het kan relatief goed tegen hoge temperaturen en komt voor in het midden oosten; Libanon, Syrië en het zuidelijk deel van aziatisch Turkije. G. laborifer kan 20 mm groot worden en is bruin tot groenachtig van kleur.